# 中国人民解放军总后勤部
中国人民解放军总后勤部，标准简称总后勤部，亦简称总后，是中国人民解放军已撤销的后勤工作机关，由中央军事委员会领导。
总后勤部负责全军后勤的组织指挥与勤务保障，管理全军各项后方勤务事宜，组织实施全军后勤保障工作。
2016年1月，在深化国防和军队改革中，决定撤销总后勤部。拆分为中央军事委员会后勤保障部、中国人民解放军联勤保障部队等两个部门（单位）。

## 沿革

### 红军时期
1927年8月1日南昌起义、1927年9月秋收起义，诞生了中国共产党领导的军队，部队中专门设有从事后勤保障的人员和机构，后勤保障机构大都沿袭北伐战争时期国民革命军的后勤体制设立辎重队、副官处、经理部、军需处等。中国工农红军成立初期，后勤工作领导机构继续大致沿用北伐战争时期国民革命军的编制，在部队中设军需处、军医处、留守处等分管有关后勤业务。例如1928年4月由朱德、毛泽东领导的中国工农红军第四军在江西井冈山成立时，便设立了专门的各级后勤机构，军部设经理处、军医处、军械处、留守处，团设经理科或辎重队和卫生队，连设司务长和卫生员，并在其中建立中共党组织，设政治委员和政治工作人员。
1930年5月中旬，中共中央在上海秘密召开全国苏维埃区域代表大会的同时，单独举行红军代表会议，共有14个红军军团派代表参加，史称“全国红军代表会议”，会议颁发了《中国工农红军编制草案》，作为统一的军制。《中国工农红军编制草案》规定设立红军的经理卫生部。当时，经理卫生部实际上仅负责红一方面军部分后勤保障和救治红军伤病员的工作。1930年8月，中共中央决定在中共中央军事委员会下设秘书处、总政治部、参谋部、武装工农部、军务部、士兵运动委员会、经理卫生部等七个部委，但始终未能建立。1931年1月，红军的经理卫生部改称经理部，范树德任部长；同时红军还设立了财务部、军医处，杨立三任财务部部长，贺诚任军医处处长。1931年11月中华苏维埃共和国成立后，下设的中华苏维埃共和国中央革命军事委员会（简称“中革军委”）随之在江西瑞金成立。中革军委首次尝试实行总部领导体制，下设总参谋部、总政治部、总经理部、总军医处等机构，其中的中央革命军事委员会总经理部是中共军队历史上最早设立的总后勤部，范树德任部长。当时总经理部下设总兵站处、抚恤委员会、后方办事处（1932年4月成立）这三大机构，杨立三任总兵站处处长，贺诚兼任抚恤委员会主任，高自立后来任后方办事处主任；同时设中央革命军事委员会总军医处，贺诚兼任处长，总军医处同参谋部（后改称总参谋部）、总政治部、总经理部合称中国工农红军的“四总部”。
1932年9月，中央革命军事委员会总经理部改称总供给部，杨立三担任部长，叶季壮担任政委，下设军实处（处长张元培）、财务处、兵工厂、粮秣处等机构；中央革命军事委员会总军医处改称总卫生部，贺诚任部长兼政委，总供给部和总卫生部也同时归中国工农红军总部领导。1933年5月，中革军委从前方移至后方瑞金，在前方另行组织中国工农红军总部兼红一方面军总部，原中革军委所属总部转隶红军总部，由红军总部统一指挥。1934年2月中华苏维埃共和国第二次全国代表大会后产生了新一届中央革命军事委员会，中国工农红军的后勤保障部门除总供给部、总卫生部外，又设立了中国工农红军总兵站部，杨立三调任总兵站部部长，政委潘自力；杨至成接任总供给部部长，叶季壮仍任政委。1934年4月，叶季壮任总供给部部长兼政委。
在长征途中，1935年1月遵义会议后，根据中革军委指示，总供给部与中革军委第四局合并，叶季壮仍任部长。1935年6月红一方面军、红四方面军会师后，红军后勤机构仅设总供给部和总卫生部，林伯渠任总供给部部长，叶季壮调任军实处处长，贺诚接任总卫生部部长。
1935年10月中央红军长征抵达陕北。1935年11月，中国工农红军西北革命军事委员会和中国工农红军西北革命军事委员会后方办事处成立，周恩来任办事处主任（后叶季壮接任）。当时红军的主要后勤部门有总供给部（部长叶季壮）、总兵站部（部长杨立三，后杨至成接任）、总卫生部（部长黄克诚，后姬鹏飞接任）。1936年12月13日，中国工农红军西北革命军事委员会后方办事处改称中国工农红军总后方勤务部，叶季壮兼任部长，李文楷任政委，下辖总供给部、总兵站部、总卫生部，各部主要领导不变。

### 抗战爆发后
1937年8月，中共中央在陕北洛川召开中共中央政治局扩大会议（洛川会议），会后成立了毛泽东任主席的中共中央革命军事委员会（简称中央军委）。1937年8月25日，根据中央军委命令，陕北主力红军改编为国民革命军第八路军，1937年9月11日又改为国民革命军第十八集团军。抗日战争期间，中央军委总部设在延安，对外名义上称“八路军总部”。八路军成立后，设八路军总指挥部（简称“八路军总部”），又称第十八集团军总司令部（简称“集总”），是八路军的最高领导机构。八路军刚成立时，八路军总部机关设司令部（参谋处）、政治部、军需处、军医处、兵站部。八路军出师华北后，八路军总部随部队开赴山西抗日前线。此后中共军队的后勤保障建设分成前方和后方两个部分。在延安的原中国工农红军总后方勤务部精编为供给部（部长张元寿）、卫生部（部长姬鹏飞（吉洛））、副官处（处长徐曰文），这三个部门直属中央军委总参谋部。八路军前方后勤部门主要有供给部（部长赵尔陆、副部长谢古今（黄达））、兵站部（部长杨立三、副部长周玉成）、卫生部（部长姜齐贤）。另外八路军总部也设有副官处（处长唐延杰、副处长余忠良）。
1937年10月12日，南方八省红军游击队改编为新四军，原中革军委供给局局长宋裕和任新四军供给部部长。1938年12月，中央军委决定在晋东南成立八路军前方指挥部（简称“前指”），又称第十八集团军前方总部，实际上大致是“集总”的原班人马，前方指挥部设有前方司令部、野战政治部、前方后勤部，杨立三任前方指挥部后勤部部长，周玉成任前方指挥部供给部部长。
1939年6月，中央军委成立中共中央革命军事委员会后勤部，叶季壮任部长兼政委，杨立三任副部长（1940年之后任部长），后勤部下辖供给部、卫生部、副官处。1940年上半年，中央军委后勤部扩编，下辖总务处、供给部（部长张永励）、兵站部（部长张令彬）、卫生部（部长饶正锡）、工业局、副官处。1940年下半年，中央军委后勤部精简为下辖供给部、兵站部、卫生部。1941年下半年，恢复了总务处、工业局。1942年7月，军委后勤部并入中共中央管理局，统筹中直和军直机关的后勤保障。总的任务是组织中直、军直机关自力更生，发展生产，厉行节约，做好供给分配工作。
1940年12月22日，八路军后勤工作会议在晋东南八路军总部召开，彭德怀、刘伯承、邓小平等参加，会议主要由后勤部部长杨立三主持，这样大规模的后勤工作会议在中共军队当时的历史条件下属首次。
1940年底，八路军前方后勤部进行了调整，杨立三任部长兼政委，谢文翰任政治部主任，下设供给部（部长周玉成、政委周文龙）、卫生部（部长孙仪之，后钱信忠任部长）、军工部（部长刘鼎）、兵运部（部长刘颂）、财政经济部（部长张慕光）和冀南银行（行长兼政委高捷成）。1942年2月18日，中央军委公布了中共军队历史上最早的两部后勤工作条例《八路军新四军兵站工作条例》、《八路军新四军供给工作条例》。1943年10月，中央军委后勤部精简为仅设供给部、兵站部、卫生部；同时，八路军前方后勤部也精简，杨立三调任八路军前方指挥部副参谋长，八路军前方后勤部精简为仅设供给部（部长周玉成、政委周文龙）。1944年8月，中央军委后勤部仅保留后勤部这一机构名称，所辖后勤事宜均交由八路军（第十八集团军）后勤部统一管理。
1945年8月抗日战争结束后，成立晋冀鲁豫军区，八路军（第十八集团军）前方后勤部门统一改为晋冀鲁豫军区后勤部。
1945年11月，中央军委后勤部改为中共中央革命军事委员会总后勤部，杨立三任总后勤部部长兼八路军（第十八集团军）后勤部部长。1945年10月24日，中共中央管理局划归中央军委建制，改称中央军委后勤部供给部，简称军委供给部，它既是军委机关的后勤保障部门，又是中央机关的后勤机构。这一阶段，军委供给部进一步压缩机构及人员，只设供给处、经建处、保管处和一个辎重营。同时，开展“厉行节约、节食备荒”运动，积蓄财力、物力、人力，准备支持解放战争。
1947年6月，在延安成立中国人民解放军总部，根据中央军委命令，取消八路军（第十八集团军）和新四军的番号，全军部队统一称“中国人民解放军”。不久，中央军委总后勤部改称中国人民解放军总后勤部（杨立三任部长）。
1948年5月，中国人民解放军总后勤部设兵站、供给、军工、军械四大机构，负责协调各大军区各大野战军的后勤保障工作。1949年6月，中国人民解放军总部又组建卫生部，苏井观任部长。在第二次国共内战中，实际上中国人民解放军各大军区各大野战军的后勤保障工作是由它们各自的后勤部门解决，各大野战军均有自己专门的后勤机构和后勤领导人：第一野战军后勤司令员兼政委刘景范；第二野战军后勤司令员兼政委段君毅；第三野战军后勤司令员兼政委刘瑞龙；第四野战军后勤部第一部长周纯全、第二部长李聚奎、政委杨至成；华北野战军后勤司令员杨立三（兼任）。

### 建国以后
1949年中华人民共和国成立后，1949年11月改为中央人民政府人民革命军事委员会总后方勤务部（简称总后勤部），杨立三任部长兼政委。1954年1月，中央人民政府人民革命军事委员会在总后方勤务部财务部的基础上单独设立中央人民政府人民革命军事委员会财务部，杨立三任部长。1954年10月11日，总参谋部发出关于军委总部更改名称的通知，中央人民政府人民革命军事委员会总后方勤务部改称中国人民解放军总后方勤务部（黄克诚任部长兼政委），中央人民政府人民革命军事委员会财务部改称中国人民解放军财务部（杨立三任部长兼政委）。当时，总后方勤务部所辖部门在建国初期的军需部、军械部、卫生部、营房管理部、油料部、直属工作部（1952年撤销）的基础上，又增加了干部部、训练部、军需生产部、司令部、政治部、车辆兽力管理部、马政局等机构。
1955年5月，总后方勤务部增设汽车拖拉机管理部（部长韩振纪）。1955年8月，中国人民解放军财务部改称中国人民解放军总财务部，余秋里任部长，唐天际任第一副部长。不久，总后方勤务部裁撤马政局、车辆兽力管理部，设立后方工程建筑部、学校管理部。
1957年初，根据中央军委命令，撤销中国人民解放军总财务部，原总财务部机关并入总后方勤务部，改称总后方勤务部财务部。1957年8月，撤销总后方勤务部后方工程建筑部。1958年4月，撤销总后方勤务部学校管理部。1958年10月，撤销总后方勤务部干部部。
1959年10月庐山会议后，洪学智被打入“反党军事俱乐部”免去总后方勤务部部长职务，邱会作任总后方勤务部部长；此前总后方勤务部已裁撤了兽医局、训练部等机构。1960年3月至10月，总后勤部先后增设物资计划部、运输部、科学计划部、物资计划部。1960年10月1日，根据总参谋部1960年4月19日《关于修改某些机构、职务名称事的通知》，中国人民解放军总后方勤务部改称中国人民解放军总后勤部，即日起启用新印章。1965年3月至5月，总后勤部增设工厂管理部、军马部、军需部。后来总后勤部油料部、物资计划部、工厂管理部、军马部等机构陆续撤销。
文化大革命爆发后，总后勤部在中共九大之前几乎被紧跟林彪的邱会作等人控制，总后勤部副部长傅連暲、饶正锡等都遭残酷迫害。1969年9月，王希克、陈庞、封永顺、伊文、张明远、严俊任总后勤部副部长，戴金川任副政委。1970年7月丁先国任总后勤部副部长，不久邱创成任总后勤部副部长。1971年九一三事件发生，中央责令邱会作离职反省，同时陈庞、王希克、伊文、张明远、严俊、丁先国、戴金川被免去总后勤部领导职务，不久余秋里奉中央命令主持总后勤部工作。文革期间，总后勤部下属机构进行了很多调整，例如装备部、企业部被撤销。
1988年9月14日，恢复军衔制，总后勤部部长赵南起被授予上将军衔，政委刘安元、副部长宗顺留、李伦等人被授予中将军衔。

### 机构撤销
2016年1月，在深化国防和军队改革中，中央军委决定撤销中国人民解放军总后勤部。将总后勤部的陆军相关职责划归中国人民解放军陆军后勤部。原属总后勤部的实施联勤保障和战略战役支援保障职责划归中国人民解放军联勤保障部队。原属总后勤部的其他职责划归中央军事委员会后勤保障部。

## 机构设置
根据有关规定，总后勤部内设机构、直属单位为正军级（除另有注明外）。2016年机构撤销前，总后勤部设置下列机构：

### 内设机构
- 中国人民解放军总后勤部司令部
- 中国人民解放军总后勤部政治部
- 中国人民解放军总后勤部财务部
- 中国人民解放军总后勤部军需物资油料部
- 中国人民解放军总后勤部卫生部
- 中国人民解放军总后勤部军事交通运输部
- 中国人民解放军总后勤部基建营房部

### 直属单位
- 中国人民解放军总后勤部武汉后方基地
- 中国人民解放军后勤学院
- 中国人民解放军后勤工程学院
- 中国人民解放军军事医学科学院
- 中国人民解放军总医院（中国人民解放军第三〇一医院）
  - 中国人民解放军医学院（正师级，与解放军总医院合署办公）
- 中国人民解放军第二军医大学（副军级）
- 中国人民解放军第三军医大学（副军级）
- 中国人民解放军第四军医大学（副军级）
- 中国人民解放军军事经济学院（副军级）
- 中国人民解放军军事交通学院（副军级）
- 中国人民解放军镇江船艇学院（正师级）
- 中国人民解放军蚌埠汽车士官学校（正师级）

## 历任领导

### 附：中国工农红军时期
中国工农红军第一方面军总部经理处处长
- 杨立三（1930年10月—1931年11月，中国工农红军第一方面军司令部副官长兼）[8][6]

经理部部长
- 范树德（1931年1月—1931年11月）

财务部部长
- 杨立三（1931年1月—1931年11月）

军医处处长
- 贺诚（1931年1月—1931年11月）

抚恤委员会总会主任
- 叶季壮（1932年9月—1932年12月，抚恤委员会主任）[9]
- 张云逸（1933年—？，抚恤委员会总会主任）[9]
- 贺诚（？—？，抚恤委员会总会主任）[9]

### 附：中华苏维埃共和国中央革命军事委员会
总供给部部长
- 范树德（1931年11月—1932年9月，总经理部部长；1932年9月—1933年5月，总供给部部长）

总供给部政治委员
- 范树德（1931年11月—1932年9月，总经理部部长兼政治委员）
- 叶季壮（1932年9月—1932年，总供给部政治委员）

总卫生部部长
- 贺诚（1931年11月25日—1932年9月，总军医处处长；1932年9月—1933年5月，总卫生部部长）

总卫生部政治委员
- 彭龙伯（1931年11月25日—1932年9月，总军医处政治委员）
- 贺诚（1932年9月—1933年5月，总卫生部部长兼政治委员）

抚恤委员会主任
- 贺诚（1932年1月23日—1932年9月）

后方办事处主任
- 杨立三（1932年4月4日—1932年9月）
- 高自立（1932年9月—1933年8月）

后方办事处政治委员
- 倪志侠（1932年4月4日—1932年9月）
- 高自立（1932年9月—1933年8月）

总兵站主任
- 杨至成（1932年6月—？）[10]
- 杨立三（？—1934年2月）

总兵站政治委员
- 高自立（1932年6月—1934年2月）

### 附：中国工农红军总司令部
总供给部部长
- 范树德（1933年5月—1933年冬）
- 杨至成（1934年2月—1934年4月）
- 叶季壮（1934年4月—1935年2月）
- 林伯渠（1935年7月—1935年9月）

总供给部政治委员
- 叶季壮（1933年5月—1934年10月）
- 何克全（1934年10月—1935年2月）
- 郑义斋（1935年7月—1935年9月）

总卫生部部长
- 贺诚（1933年5月—1934年2月）

总卫生部政治委员
- 贺诚（1933年5月—1934年2月，总卫生部部长兼政治委员）
- 翁瑛（1934年2月—1935年1月）
- 朱良才（1935年1月—1935年6月）
- 周光坦（1935年6月—1935年9月）

总兵站部部长
- 杨立三（1934年2月—1934年10月）

总兵站部政治委员
- （1934年2月—1934年10月）

### 中国人民解放军总后勤部部长
| 姓名   | 图片 | 在任时间                      | 军衔 | 职务名称 |
| ------ | ---- | ----------------------------- | ---- | --- |
| 范树德 |      | 1930年5月—1932年9月           |      | 中国工农红军经理卫生部部长 中华苏维埃共和国中央革命军事委员会经理部部长 中华苏维埃共和国中央革命军事委员会总经理部部长 |
| 杨立三 |      | 1932年9月—1934年2月           |      | 中华苏维埃共和国中央革命军事委员会总供给部部长                                                                         |
| 杨至成 |      | 1934年2月—1934年4月           |      | 中华苏维埃共和国中央革命军事委员会总供给部部长                                                                         |
| 叶季壮 |      | 1934年4月—1935年6月           |      | 中华苏维埃共和国中央革命军事委员会总供给部部长                                                                         |
| 林伯渠 |      | 1935年6月—1935年11月          |      | 中华苏维埃共和国中央革命军事委员会总供给部部长                                                                         |
| 叶季壮 |      | 1935年11月—1937年8月          |      | 中国工农红军西北革命军事委员会供给部部长 中国工农红军总后方勤务部部长                                                  |
| 叶季壮 |      | 1939年6月—1940年              |      | 中共中央革命军事委员会后勤部部长                                                                                       |
| 杨立三 |      | 1940年—1949年11月1日          |      | 中共中央革命军事委员会后勤部部长 中共中央军事委员会总后勤部部长 中国人民解放军总后勤部部长                             |
| 杨立三 |      | 1949年11月1日—1952年10月23日  |      | 中央人民政府人民革命军事委员会总后方勤务部部长                                                                         |
| 黄克诚 |      | 1952年10月23日—1954年10月11日 |      | 中央人民政府人民革命军事委员会总后方勤务部部长                                                                         |
| 黄克诚 |      | 1954年11月9日—1956年12月29日  | 大将 | 中国人民解放军总后方勤务部部长                                                                                         |
| 洪学智 |      | 1956年12月29日-1959年10月14日 | 上将 | 中国人民解放军总后方勤务部部长                                                                                         |
| 邱会作 |      | 1959年10月14日—1960年10月1日  | 中将 | 中国人民解放军总后方勤务部部长                                                                                         |
| 邱会作 |      | 1960年10月1日—1971年9月24日   | 中将 | 中国人民解放军总后勤部部长                                                                                             |
| 张宗逊 |      | 1973年6月28日—1978年2月22日   |      | 中国人民解放军总后勤部部长                                                                                             |
| 张震   |      | 1978年2月22日—1980年1月11日   |      | 中国人民解放军总后勤部部长                                                                                             |
| 洪学智 |      | 1980年1月11日—1987年11月21日  | 上将 | 中国人民解放军总后勤部部长                                                                                             |
| 赵南起 |      | 1987年11月21日—1992年10月22日 | 上将 | 中国人民解放军总后勤部部长                                                                                             |
| 傅全有 |      | 1992年10月17日—1995年9月30日  | 上将 | 中国人民解放军总后勤部部长                                                                                             |
| 王克   |      | 1995年9月30日—2002年11月15日  | 上将 | 中国人民解放军总后勤部部长                                                                                             |
| 廖锡龙 |      | 2002年11月15日—2012年         | 上将 | 中国人民解放军总后勤部部长                                                                                             |
| 赵克石 |      | 2012年—                       | 上将 | 中国人民解放军总后勤部部长                                                                                             |

### 政治委员
| 姓名         | 图片 | 在任时间                     | 军衔 | 备注                               |
| ------------ | ---- | ---------------------------- | ---- | ---------------------------------- |
| 黄克诚（兼） |      | 1954年11月9日—1957年11月11日 | 大将 | 中国人民解放军总后方勤务部政治委员 |
| 余秋里       |      | 1957年11月11日—1958年3月7日  | 中将 | 中国人民解放军总后方勤务部政治委员 |
| 李聚奎       |      | 1958年3月7日—1960年10月1日   | 上将 | 中国人民解放军总后方勤务部政治委员 |
| 李聚奎       |      | 1960年10月1日—1966年4月      | 上将 | 中国人民解放军总后勤部政治委员     |
| 张池明       |      | 1967年7月17日—1975年8月30日  |      | 中国人民解放军总后勤部政治委员     |
| 郭林祥       |      | 1973年8月6日—1975年8月30日   |      | 中国人民解放军总后勤部政治委员     |
| 王平         |      | 1977年12月23日—1985年3月9日  |      | 中国人民解放军总后勤部政治委员     |
| 洪学智（兼） |      | 1985年3月9日—1987年11月21日  | 上将 | 中国人民解放军总后勤部政治委员     |
| 刘安元       |      | 1987年11月21日—1990年4月17日 | 中将 | 中国人民解放军总后勤部政治委员     |
| 周克玉       |      | 1990年4月17日—1995年7月25日  | 上将 | 中国人民解放军总后勤部政治委员     |
| 周坤仁       |      | 1995年7月25日—2002年10月16日 | 上将 | 中国人民解放军总后勤部政治委员     |
| 张文台       |      | 2002年10月16日—2005年7月8日  | 上将 | 中国人民解放军总后勤部政治委员     |
| 孙大发       |      | 2005年7月8日—2010年12月      | 上将 | 中国人民解放军总后勤部政治委员     |
| 刘源         |      | 2010年12月—2015年12月        | 上将 | 中国人民解放军总后勤部政治委员     |

### 副部长
- 贺诚（1949年11月1日—1953年7月17日）
- 张令彬（1949年11月1日—1982年12月13日）[12]
- 宋裕和（1950年11月4日—1952年10月15日）
- 杨立三（1952年10月15日-1953年11月3日）（第一副部长）
- 周纯全（1953年10月23日—1954年10日31日）（第一副部长）
- 洪学智（1954年2月28日—1957年5月10日）
- 邱会作（1954年10月31日—1959年10月14日）
- 饶正锡（1957年4月13日—1967年4月10日）
- 唐天际（1957年5月10日—1963年1月22日）
- 张贤约（1957年5月10日—1975年8月30日）
- 周玉成（1960年11月21日—1965年6月2日）
- 张池明（1962年10月13日—1967年7月17日）
- 汤平（1962年10月13日—1968年1月28日迫害致死）
- 韩振纪（1962年10月21日—1965年7月9日）
- 张天云（1964年3月21日—1975年8月30日）
- 陈庞（1969年9月28日—1971年9月30日）
- 王希克（1969年9月28日—1971年9月30日）
- 伊文（1969年9月28日—1971年9月30日）
- 封永顺（1969年9月28日—1980年5月26日）
- 张明远（1969年9月28日—1971年9月30日）
- 严俊（1969年9月28日—1971年9月30日）
- 丁先国（1970年12月11日—1971年9月30日）
- 邱创成（1970年12月11日—1976年2月）
- 徐斌（1973年8月6日—1975年8月30日）
- 张汝光（1973年8月6日—1982年12月13日）[12]
- 詹海英（1973年8月6日—1975年8月30日）
- 孙洪珍（1973年8月6日—1980年5月26日）
- 栾学文（1973年8月6日—1975年8月30日）
- 白相国（1973年10月8日—1975年8月30日）
- 贺诚（1975年5月27日—1982年12月13日）[12]
- 饶正锡（1975年8月13日—1975年8月30日）[12]
- 张震（1975年8月30日—1978年2月22日）（第一副部长。1977年3月5日起在部长张宗逊生病期间主持总后工作）
- 张元培（1975年8月30日—1981年10月15日病故）
- 李元（1975年8月30日—1985年3月9日）
- 邱创成（1976年10月—1982年2月21日病故）
- 饶正锡（1977年12月23日—1982年12月13日）[12]
- 张贤约（1977年12月23日—1982年12月13日）[12]
- 贺彪（1977年12月23日—1982年12月13日）[12]
- 范子瑜（1977年12月23日—1982年12月13日）[12]
- 胥光义（1980年5月26日—1985年3月9日）
- 王政柱（1980年12月4日—1982年12月13日）[12]
- 白相国（1982年12月13日—1985年3月9日）[12]
- 张祥（1982年12月13日—1985年3月9日）[12]
- 赵南起（1985年3月9日—1987年11月21日）
- 刘明璞（1985年3月9日—1994年12月8日）
- 张彬（1985年3月9日—1994年12月8日）
- 宗顺留（1985年3月9日—1990年4月17日）
- 李伦（1989年6月18日—1993年12月19日）
- 李九龙（1990年4月17日—1991年9月26日）
- 王太岚（1992年11月4日—2002年6月）
- 周友良（1993年12月19日—2003年12月26日）
- 沈滨义（1994年12月8日—1999年12月24日）
- 左建昌（1994年12月8日—1999年12月24日）
- 温光春（1996年7月8日—2004年12月17日）
- 孙志强（1999年12月24日—2007年12月29日）
- 苏书岩（1999年12月24日—2005年12月12日）
- 王谦（2002年1月8日—2009年6月）
- 谭悦新（2003年12月26日—2004年12月17日）
- 李买富（2005年12月—2009年12月）
- 丁继业（2007年12月29日—2012年12月）
- 秦银河（2007年12月29日—2014年12月）[13]
- 谷俊山（2009年12月—2012年1月）[13]
- 孙黄田（2012年7月—）[13]
- 刘铮（2012年12月—2014年11月）[13][14]
- 周松和（2014年12月—）[13]
- 李书章（2014年12月—）[13]

### 副政治委员
- 周纯全（1953年10月23日—1954年10月31日）（总后第一副部长兼）
- 邱会作（1954年10月31日—1959年10月14日）（总后副部长兼）
- 李耀（1955年5月15日—1967年4月30日）
- 李雪三（1956年10月13日—1969年8月6日）
- 彭嘉庆（1959年12月25日—1967年3月16日）
- 戴金川（1969年9月28日—1971年9月30日）
- 卢南樵（1972年11月16日—1975年8月30日）
- 康立泽（1973年8月6日—1975年8月30日）
- 李耀（1975年8月13日—1975年8月30日）
- 李雪三（1975年8月13日—1975年8月30日）
- 曹思明（1975年8月30日—1981年3月21日）
- 李真（1975年8月30日—1982年12月13日）
- 白相囯（1975年8月30日—1982年12月13日）
- 李耀（1977年12月23日—1982年12月13日）
- 陈瑛（1980年12月26日—1985年3月9日）
- 赵南起（1985年3月9日—1987年11月21日）（总后副部长兼）
- 许胜（1990年6月14日—1994年12月8日）
- 杨德清（1994年12月8日—1999年5月）
- 董宜胜（1999年5月—2004年12月17日）
- 刘源（2003年7月26日—2005年12月12日）
- 孙思敬（2005年12月12日—2010年12月）
- 刘晓榕（2010年12月—2013年7月）
- 刘生杰（2013年7月—）

### 顾问
- 饶正锡（1975年8月30日—1977年12月23日）
- 张贤约（1975年8月30日—1977年12月23日）
- 李耀（1975年8月30日—1977年12月23日）
- 李雪三（1975年8月30日—1977年12月23日）
- 喻缦云（1975年12月14日—1978年3月30日）
- 阎捷三（1976年1月—1978年3月30日）
- 万毅（1977年11月4日—1982年12月13日）
- 周文龙（1978年11月6日—1982年12月13日）
- 李开湘（1979年5月—1982年12月13日）
- 封永顺（1980年10月—1982年12月13日）
- 张贤约（1982年12月13日—1984年4月）
- 范子瑜（1982年12月13日—1985年3月9日）
- 王政柱（1983年5月—1985年3月9日）

### 部长助理
- 周友良（1993年3月—1993年12月）
- 沈滨义（1993年3月—1994年12月）
- 梁洪（1993年3月—2002年6月）
- 温光春（1995年1月—1996年7月）
- 陆增祺（1995年1月—2001年12月）
- 孙承军（1999年12月—2002年11月）

## 人民军医出版社
人民军医出版社由总后勤部政治宣传部主管，总后勤部卫生部主办。2016年3月底，中央军委印发《关于军队和武警部队全面停止有偿服务活动的通知》。2016年5月7日，军队和武警部队全面停止有偿服务试点任务部署会议举行，7个大单位、17个具体单位被列为试点单位，新闻出版等重点项目被纳入试点范畴。自2015年起，各军队和武警部队出版社的新书及新项目均停止审批。